# 군사법원
군사법원(軍事法院, 영어: court-martial, military court) 또는 군법회의(軍法會議)는 군사재판을 목적으로 설치되는 법원이다.

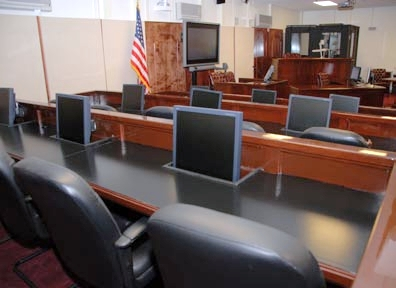
관타나모 만 해군 기지의 군사법정

## 개념
군사재판을 하는 법원의 역사적 연원은 군법의 개념이 존재하던 고대로마 시절까지 거슬러 올라가나, 현대적 의미에서의 군사법원은 군법을 적용받는 사람에 대한 특별한 사법체계를 의미한다. 이처럼 군법에 대해서만 민간의 일반법원과는 분리된 특별법원을 운용하는 핵심목적 중의 하나는 군대조직 운용의 전제가 되는 지휘권을 확립하기 위해 군 기강(discipline)을 유지하고자 신속하고 효율적인 재판이 가능한 별도의 조직을 두는 것이고, 다른 하나는 군대에서도 사법정의를 실현하려는 것이다. 
그러나 군사법원은 결국 군(軍)의 특수성을 고려한다는 목적 아래 민간의 사법제도가 준수하는 통상적인 기준에 예외를 두는 것이므로 기본적 인권의 보장에 문제를 초래할 가능성이 있고, 특히 군인이 아닌 민간인이 군사법원에서 재판의 대상이 되는 경우에 그 위험성에 대한 통제가 쉽지 않을 우려가 있다. 이러한 우려에 따라 미국 등 선진국들은 전시(wartime)가 아닌 평시(peacetime) 군사법원이 지니는 관할권을 축소하고자 노력해 왔다.

## 사례
군사법원의 운용 형태는 비교법적으로 다음의 3가지로 나누어 살펴볼 수 있다. 첫째는 평시에도 군사법원에서 군사재판을 담당하는 국가(미국, 영국, 스위스, 폴란드, 스페인, 터키등), 둘째는 평시 군사재판을 일반법원에서 담당하는 국가(독일, 일본, 오스트리아, 스웨덴등), 셋째는 평시 군사재판을 일반법원에서 운용하되 일반법원에 특별부를 두거나 재판관의 일부를 군인으로 구성하는 절충적 형태(프랑스, 핀란드, 네덜란드, 노르웨이 등).

### 영국
영국의 군사법원(Court Martial)은 16세기의 잉글랜드 군 법정(Court of the Marshal)에서 그 연원을 찾을 수 있으나, 현대 영국의 군사법원 제도는 2006년 해군, 육군 등을 통할하는 국군법(Armed Forces Act) 제정 이후 2009년부터 시행되었다. 이렇게 탄생한 현대 영국의 군사법원은 복무규범(service discipline)의 적용대상이 되는 모든 군인과 민간인에 대해 재판권을 지니며, 살인 및 강력성범죄 등 일부 범죄가 지휘관의 약식재판(Summary Hearings)으로 처리되지 않도록 반드시 군사법원에서 처리할 것을 요구하고 있다. 
현대 영국의 군사법원의 발전방향은 유럽 인권 조약을 준수할 수 있도록 군 지휘체계로부터 군사법원의 독립성을 보장하고, 군 사법체계(Service Justice System)를 통할하는 법무감(Judge Advocates General)과 군 검찰관을 민간인으로만 임명하도록 하는 등 사법부(judiciary)의 일환으로서 군사법원과 일반법원의 차이를 좁히는 것이라고 볼 수 있다. 이에 따라 영국의 군사재판은 영국군이 주둔하는 어느 곳에서나 개최될 수 있지만, 영국 내 상설 군사법원은 불포드(Bulford)와 캐터릭(Catterick) 두 곳에만 설치되어 있다. 그러나 여전히 대다수의 군사재판이 징계의 일종으로서 약식재판 단계에서 처리되는 등 지휘관의 권한 역시 막강한 수준으로 유지되는 것으로 평가된다. 

### 미국
미국의 군사법원(Courts-Martial)은 2차세계대전 후 1950년대에 시행된 통일군사법전(the Uniform Code of Military Justice, UCMJ)에 현대적 연원을 두고 있다. 미국의 군사법원은 군의 구성원이 아닌 어떤 사람에게도 관할권이 없는 것이 원칙이며, 미국 연방대법원은 1987년의 Solorio v. United States 판결을 통해 군인이 저지른 범죄는 직무수행 관련성과 무관하게 군사법원의 관할임을 명시하였다. 다만 2007년도의 존 워너 방위수권법(John Warner National Defense Authorization Act for Fiscal Year 2007)은 군사법원이 전시(또는 작전 중)에 군과 계약을 맺은 당사자(contractor)에 대해서도 관할권을 확장할 수 있도록 하였다. 이는 중동에서 Blackwater 등 민간군사기업이 이라크 전쟁에서 보인 일탈적인 행위를 군법으로 다스려야 한다는 사회적 요구에서 비롯된 것이다. 
미국 군사법원의 재판부는 군판사(military judge) 및 심판관(service member)으로 구성되어 있다(10 U.S. Code § 825). 심판관들은 마치 배심원처럼 판결에 관여할 수 있지만, 무작위로 선정되는 것이 아니라 지휘관에 의해 계획적으로 선정된다는 특징이 있다. UCMJ에 따라 군사재판의 제1심을 관할하는 군사법원은 사건의 경중에 따라 약식군사법원(Summary court-martial), 특별군사법원(Special court-martial), 일반군사법원(General court-martial)으로 나뉜다. 미국 군사재판의 항소심은 육군, 해군 및 해병대, 공군 등 각 군별로 설치된 자체 항소법원(Court of Criminal Appeals)이 주관하며, 상고심은 워싱턴 D.C.에 설치된 미국 군항소법원(United States Court of Appeals for the Armed Forces, USCAAF)이 주관한다. USCAAF는 5명의 민간인 판사로 구성된 법원으로, 이 법원의 판결은 1983년까지 일부 사건을 제외하면 연방대법원에 상고를 제기할 수 있는 대상이 되지 않았다. 그러나 1983년 개혁 이후 USCAAF의 판결에 대해서는 청원에 대한 재량심사 등 일부 예외적인 사건을 제외하고 전부 연방대법원에 상고를 제기할 수 있게 되었다.

### 독일
독일은 나치 시기에 군사지휘권 중심의 군사법원(Wehrmachtjustiz) 제도를 운영하였으나, 나치 항복 후 제정된 독일 기본법(헌법) 제96조 제2항은 군형사법원(Wehrstrafgerichte)을 전시에만 예외적으로만 설치하도록 하고 평시에는 군사재판도 원칙적으로 일반법원에서 수행하도록 규정하였다. 이에 따라 독일은 군형법(Wehrstrafgesetz)에 관한 평시의 사건이 일반법원의 관할에 속하며, 현대 독일은 2012년까지도 군형사법원을 설치하지 않은 채 징계책임을 묻는 절차로서 군무법원(Truppendienstgericht)만을 운영해왔다. 그러나 군사재판에 대한 일반법원의 전문성이 낮다는 우려가 지속적으로 제기되자, 독일은 2013년 4월에 형사소송법 제11조의a를 개정하여 군인이 해외파병 중 형사사건에 연루된 경우 켐프텐(Kempten)시의 법원에서 전속적으로 재판을 관할하도록 하는 제도개선을 단행하였다. 이처럼 형사소송법을 개정하여 파병군인의 형사책임에 대해 별도의 관할을 신설한 것이 군사법원을 예외적으로만 설치하도록 하는 독일 기본법 제96조 제2항을 우회한 것이 아니냐는 비판도 제기된다.

### 대한민국
대한민국은 1948년 국군을 창설할 당시부터 미국의 전시법규(Articles of War)를 대부분 수용함으로써 미국의 군 사법제도의 상당부분을 계수한 것으로 알려져 있다. 대한민국의 현대적인 군사법원은 제6공화국 헌법 제5장에 따라 법관이 재판에 대해 행사하는 사법권의 예외로써, 특수한 재판관이 군사재판에 대하여 사법권을 행사하는 제도로 설계되어 있다. 이러한 헌법 제110조 제1항은 군사법원을 헌법상 반드시 설치해야 하는 국가기관이 아니라, 예외적으로 설치가 허용되는 '특별법원'으로 규정하고 있고, 제2항은 민간의 통제를 강화하기 위해 군사재판의 상고심을 반드시 대법원이 관할하도록 규정하였지만, 현실적으로 북한과 정전 중인 사정을 감안하여 대부분의 군사법원이 군사법원법에 따라 상설로 설치되어 유지되어왔으며, 군사법원은 군인 및 군무원이 범한 모든 종류의 범죄에 대해 전속적인 신분 관할(신분적 재판권)을 지니고 있었다. 
그러나 2021년까지의 군사법원은 그 재판관으로서 법관과 같은 자격을 지닌 군판사(military judge)뿐만 아니라 현직 영관급 이상 장교로 구성되는 심판관(adjudicator)이 관여한다는 점(구 군사법원법 제22조, 제24조), 각 군사법원은 그 법원이 설치된 부대, 지역의 사령관 또는 지휘관을 관할관(convening authority)으로 하며 관할관이 심판관은 물론 군판사 중 누가 재판부의 주심판사가 될 것인지도 지정할 수 있고 심지어 유죄판결에 대해서도 피고인이 업무수행 중 범죄를 저지른 경우에는 직권으로 형을 감경할 수 있던 점(구 군사법원법 제7조, 제379조) 등으로 인해 판결의 독립성 및 군인에 대해 관대한 판결을 내릴 수 있다는 우려가 지속적으로 제기되어 왔다. 이러한 논란 끝에 2021년 8월 평시 군사법원의 심판 범위 축소 및 심판관, 관할권 제도 폐지 등을 골자로 하는 군사법원법 개정안이 통과되어 2022년 7월부터 시행을 앞두고 있다.

## 같이 보기
- 군범죄
- 군법
- 사법부
- 법원